# Lista najlepszych zawodników na mistrzostwach świata w hokeju na lodzie
Lista najlepszych zawodników na mistrzostwach świata w hokeju na lodzie – lista zawodników nagrodzonych podczas mistrzostw świata w hokeju na lodzie od edycji 1954 w kategoriach: bramkarz, obrońca, napastnik, a od edycji 1999 w kategorii MVP (najlepszy zawodnik mistrzostw).

## Laureaci
| Rok  | Bramkarz                                           | Obrońca                                            | Napastnik                                          | MVP                                                |
| ---- | -------------------------------------------------- | -------------------------------------------------- | -------------------------------------------------- | -------------------------------------------------- |
| 1954 | Don Lockhart                                       | Lars Björn                                         | Wsiewołod Bobrow                                   |                                                    |
| 1955 | Don Rigazio                                        | Karel Gut                                          | Bill Warwick                                       |                                                    |
| 1956 | Willard Ikola                                      | Nikołaj Sołogubow                                  | Jack McKenzie                                      |                                                    |
| 1957 | Karel Straka                                       | Nikołaj Sołogubow                                  | Sven Johansson                                     |                                                    |
| 1958 | Vladimir Nadrchal                                  | Nikołaj Triegubow                                  | Charlie Burns                                      |                                                    |
| 1959 | Nikołaj Puczkow                                    | J. P. Lamirande                                    | Bill Cleary                                        |                                                    |
| 1960 | Jack McCartan                                      | Nikołaj Sołogubow                                  | Nisse Nilsson                                      |                                                    |
| 1961 | Seth Martin                                        | Nikołaj Triegubow                                  | Vlastimil Bubník                                   |                                                    |
| 1962 | Lennart Häggroth                                   | John Mayasich                                      | Sven Johansson                                     |                                                    |
| 1963 | Seth Martin                                        | Roland Stoltz                                      | Miroslav Vlach                                     |                                                    |
| 1964 | Seth Martin                                        | František Tikal                                    | Eduard Iwanow                                      |                                                    |
| 1965 | Vladimír Dzurilla                                  | František Tikal                                    | Wiaczesław Starszynow                              |                                                    |
| 1966 | Seth Martin                                        | Aleksandr Ragulin                                  | Konstantin Łoktiew                                 |                                                    |
| 1967 | Carl Wetzel                                        | Witalij Dawydow                                    | Anatolij Firsow                                    |                                                    |
| 1968 | Ken Broderick                                      | Josef Horešovský                                   | Anatolij Firsow                                    |                                                    |
| 1969 | Leif Holmqvist                                     | Jan Suchý                                          | Ulf Sterner                                        |                                                    |
| 1970 | Urpo Ylönen                                        | Lennart Svedberg                                   | Aleksandr Malcew                                   |                                                    |
| 1971 | Jiří Holeček                                       | Jan Suchý                                          | Anatolij Firsow                                    |                                                    |
| 1972 | Jorma Valtonen                                     | František Pospíšil                                 | Aleksandr Malcew                                   |                                                    |
| 1973 | Jiří Holeček                                       | Walerij Wasiljew                                   | Boris Michajłow                                    |                                                    |
| 1974 | Władisław Trietjak                                 | Lars-Erik Sjöberg                                  | Václav Nedomanský                                  |                                                    |
| 1975 | Jiří Holeček                                       | Pekka Marjamäki                                    | Aleksandr Jakuszew                                 |                                                    |
| 1976 | Jiří Holeček                                       | František Pospíšil                                 | Vladimír Martinec                                  |                                                    |
| 1977 | Göran Högosta                                      | Walerij Wasiljew                                   | Helmuts Balderis                                   |                                                    |
| 1978 | Jiří Holeček                                       | Wiaczesław Fietisow                                | Marcel Dionne                                      |                                                    |
| 1979 | Władisław Trietjak                                 | Walerij Wasiljew                                   | Wilf Paiement                                      |                                                    |
| 1981 | Peter Lindmark                                     | Larry Robinson                                     | Aleksandr Malcew                                   |                                                    |
| 1982 | Jiří Králík                                        | Wiaczesław Fietisow                                | Wiktor Szalimow                                    |                                                    |
| 1983 | Władisław Trietjak                                 | Aleksiej Kasatonow                                 | Jiří Lála                                          |                                                    |
| 1985 | Jiří Králík                                        | Wiaczesław Fietisow                                | Siergiej Makarow                                   |                                                    |
| 1986 | Peter Lindmark                                     | Wiaczesław Fietisow                                | Władimir Krutow                                    |                                                    |
| 1987 | Dominik Hašek                                      | Craig Hartsburg                                    | Władimir Krutow                                    |                                                    |
| 1989 | Dominik Hašek                                      | Wiaczesław Fietisow                                | Brian Bellows                                      |                                                    |
| 1990 | Artūrs Irbe                                        | Michaił Tatarinow                                  | Steve Yzerman                                      |                                                    |
| 1991 | Markus Ketterer                                    | Jamie Macoun                                       | Walerij Kamienski                                  |                                                    |
| 1992 | Tommy Söderström                                   | Róbert Švehla                                      | Mats Sundin                                        |                                                    |
| 1993 | Petr Bříza                                         | Ilja Biakin                                        | Eric Lindros                                       |                                                    |
| 1994 | Bill Ranford                                       | Magnus Svensson                                    | Paul Kariya                                        |                                                    |
| 1995 | Jarmo Myllys                                       | Christer Olsson                                    | Saku Koivu                                         |                                                    |
| 1996 | Roman Turek                                        | Aleksiej Żytnik                                    | Yanic Perreault                                    |                                                    |
| 1997 | Tommy Salo                                         | Rob Blake                                          | Michael Nylander                                   |                                                    |
| 1998 | Ari Sulander                                       | František Kučera                                   | Peter Forsberg                                     |                                                    |
| 1999 | Tommy Salo                                         | František Kučera                                   | Saku Koivu                                         | Teemu Selänne                                      |
| 2000 | Roman Čechmánek                                    | Petteri Nummelin                                   | Miroslav Šatan                                     | Martin Procházka                                   |
| 2001 | Milan Hnilička                                     | Kim Johnsson                                       | Sami Kapanen                                       | David Moravec                                      |
| 2002 | Maksim Sokołow                                     | Daniel Tjärnqvist                                  | Niklas Hagman                                      | Miroslav Šatan                                     |
| 2003 | Sean Burke                                         | Jay Bouwmeester                                    | Mats Sundin                                        | Mats Sundin                                        |
| 2004 | Ty Conklin                                         | Dick Tärnström                                     | Dany Heatley                                       | Dany Heatley                                       |
| 2005 | Tomáš Vokoun                                       | Wade Redden                                        | Aleksiej Kowalow                                   | Joe Thornton                                       |
| 2006 | Johan Holmqvist                                    | Niklas Kronwall                                    | Sidney Crosby                                      | Niklas Kronwall                                    |
| 2007 | Kari Lehtonen                                      | Andriej Markow                                     | Aleksiej Morozow                                   | Rick Nash                                          |
| 2008 | Jewgienij Nabokow                                  | Brent Burns                                        | Dany Heatley                                       | Dany Heatley                                       |
| 2009 | Andriej Miezin                                     | Shea Weber                                         | Ilja Kowalczuk                                     | Ilja Kowalczuk                                     |
| 2010 | Dennis Endras                                      | Petteri Nummelin                                   | Pawieł Daciuk                                      | Dennis Endras                                      |
| 2011 | Viktor Fasth                                       | Alex Pietrangelo                                   | Jaromír Jágr                                       | Viktor Fasth                                       |
| 2012 | Ján Laco                                           | Zdeno Chára                                        | Jewgienij Małkin                                   | Jewgienij Małkin                                   |
| 2013 | Jhonas Enroth                                      | Roman Josi                                         | Petri Kontiola                                     | Roman Josi                                         |
| 2014 | Siergiej Bobrowski                                 | Seth Jones                                         | Wiktor Tichonow                                    | Pekka Rinne                                        |
| 2015 | Pekka Rinne                                        | Brent Burns                                        | Jason Spezza                                       | Jaromír Jágr                                       |
| 2016 | Mikko Koskinen                                     | Mike Matheson                                      | Patrik Laine                                       | Patrik Laine                                       |
| 2017 | Andriej Wasilewski                                 | Dennis Seidenberg                                  | Artiemij Panarin                                   | William Nylander                                   |
| 2018 | Frederik Andersen                                  | John Klingberg                                     | Sebastian Aho                                      | Patrick Kane                                       |
| 2019 | Andriej Wasilewski                                 | Filip Hronek                                       | Nikita Kuczerow                                    | Mark Stone                                         |
| 2020 | Turniej został odwołany z powodu pandemii COVID-19 | Turniej został odwołany z powodu pandemii COVID-19 | Turniej został odwołany z powodu pandemii COVID-19 | Turniej został odwołany z powodu pandemii COVID-19 |
| 2021 | Cal Petersen                                       | Moritz Seider                                      | Peter Cehlárik                                     | Andrew Mangiapane                                  |
| 2022 | Jussi Olkinuora                                    | Mikko Lehtonen                                     | Roman Červenka                                     | Jussi Olkinuora                                    |